# Ђаре (Паљара)
Ђаре је насеље у Италији у округу Катанија, региону Сицилија.
Према процени из 2011. у насељу је живело 18 становника. Насеље се налази на надморској висини од 30 м.